# Jardí Botànic d'Oranim
El Jardí Botànic d'Oranim (en hebreu: הגן הבוטני במכללת אורנים) és un jardí botànic que envolta al Oranim Academic College. Es troba en la poble de Qiryat Tivon en el país d'Israel.

## Localització
El "Oranim Academic College" es troba en un pujol, envoltat d'una pineda que li dona el nom. Des d'aquí s'albiren les muntanyes del Carmelo i la Vall de Jezreel, estant envoltat dels camps de cultiu d'Oranim. Es troba obert tots els dies de l'any.

## Història

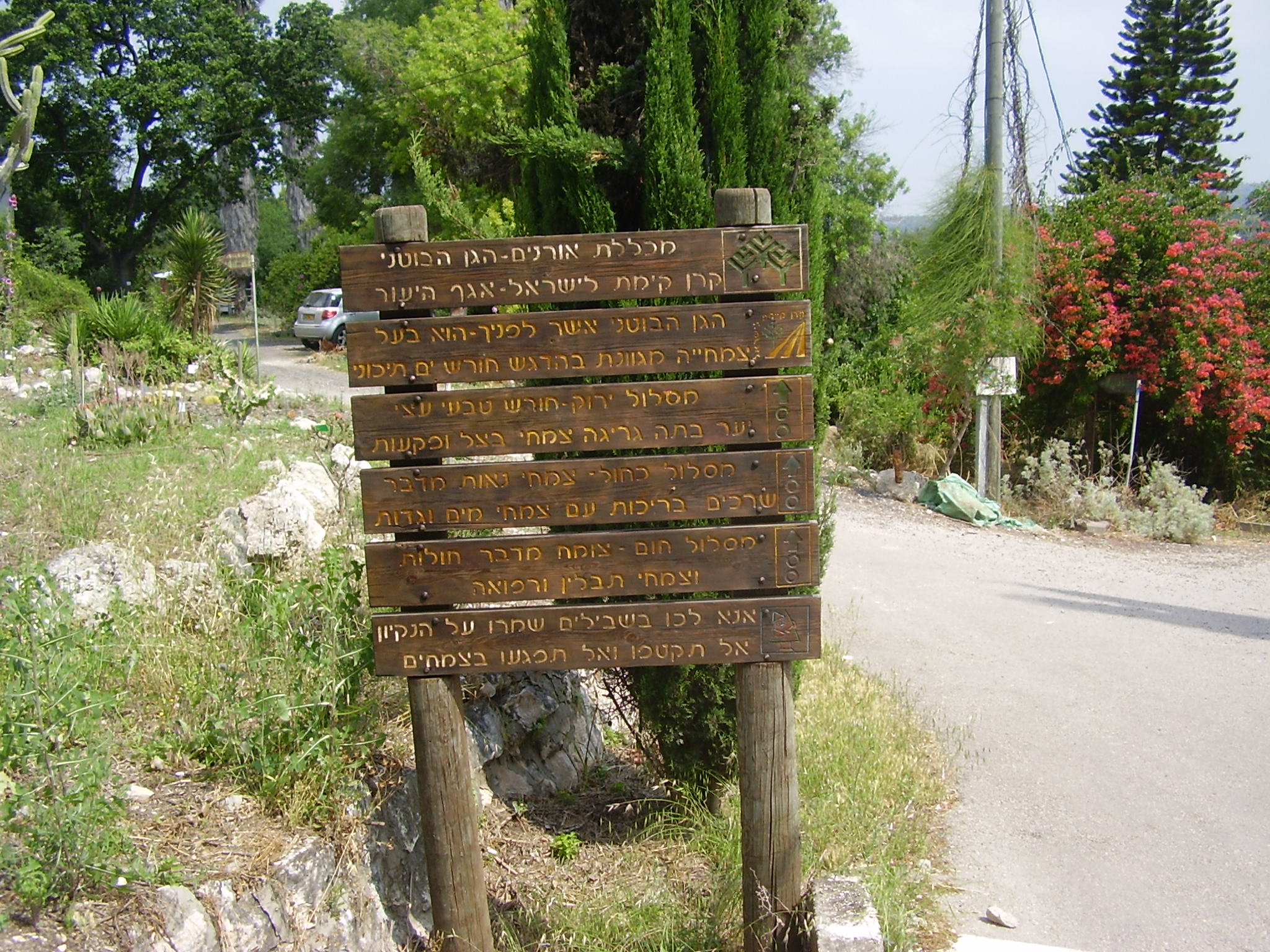
Pal informatiu en el jardí botànic Oranim.

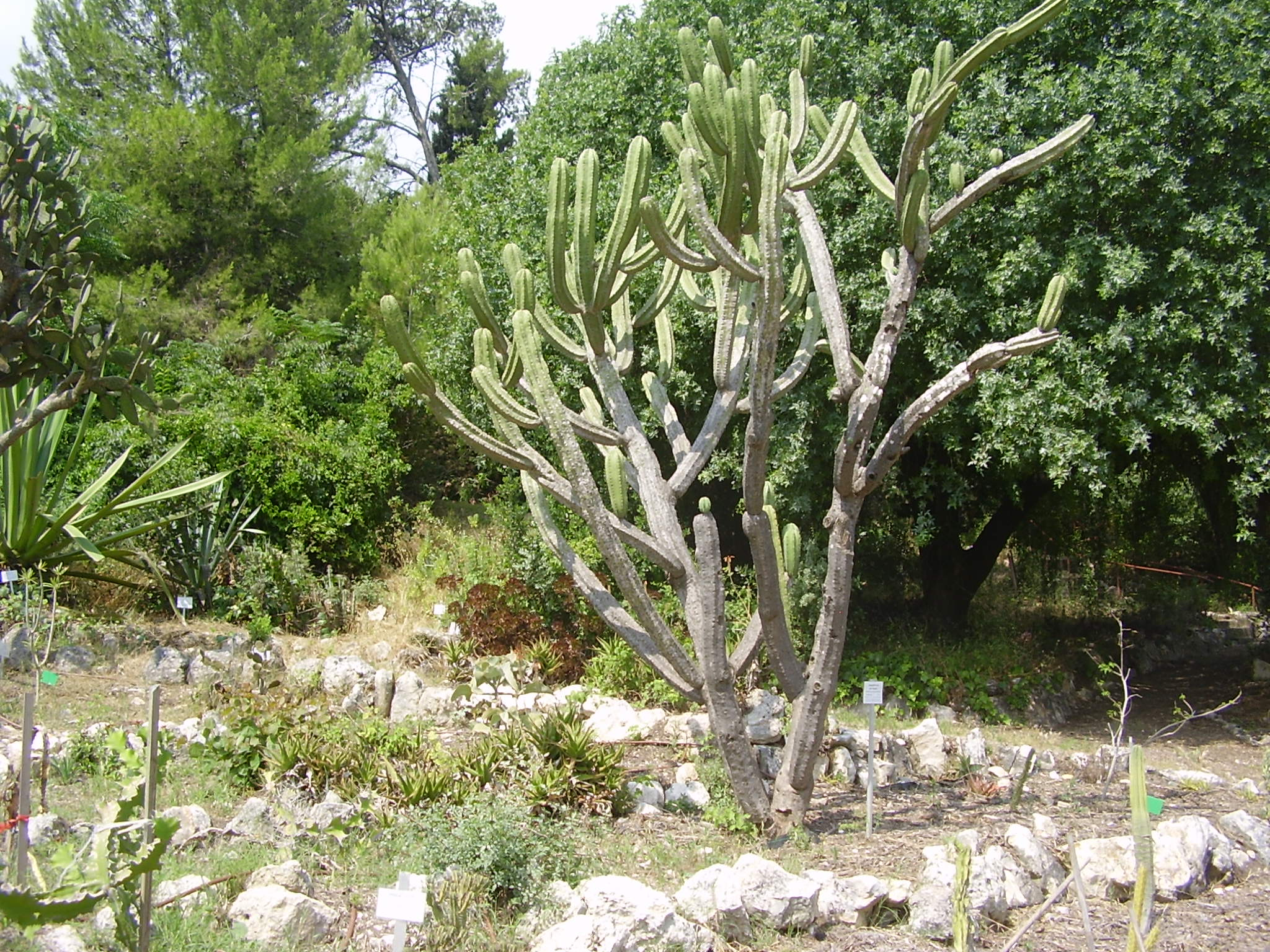
Cactus en el jardí botànic Oranim.

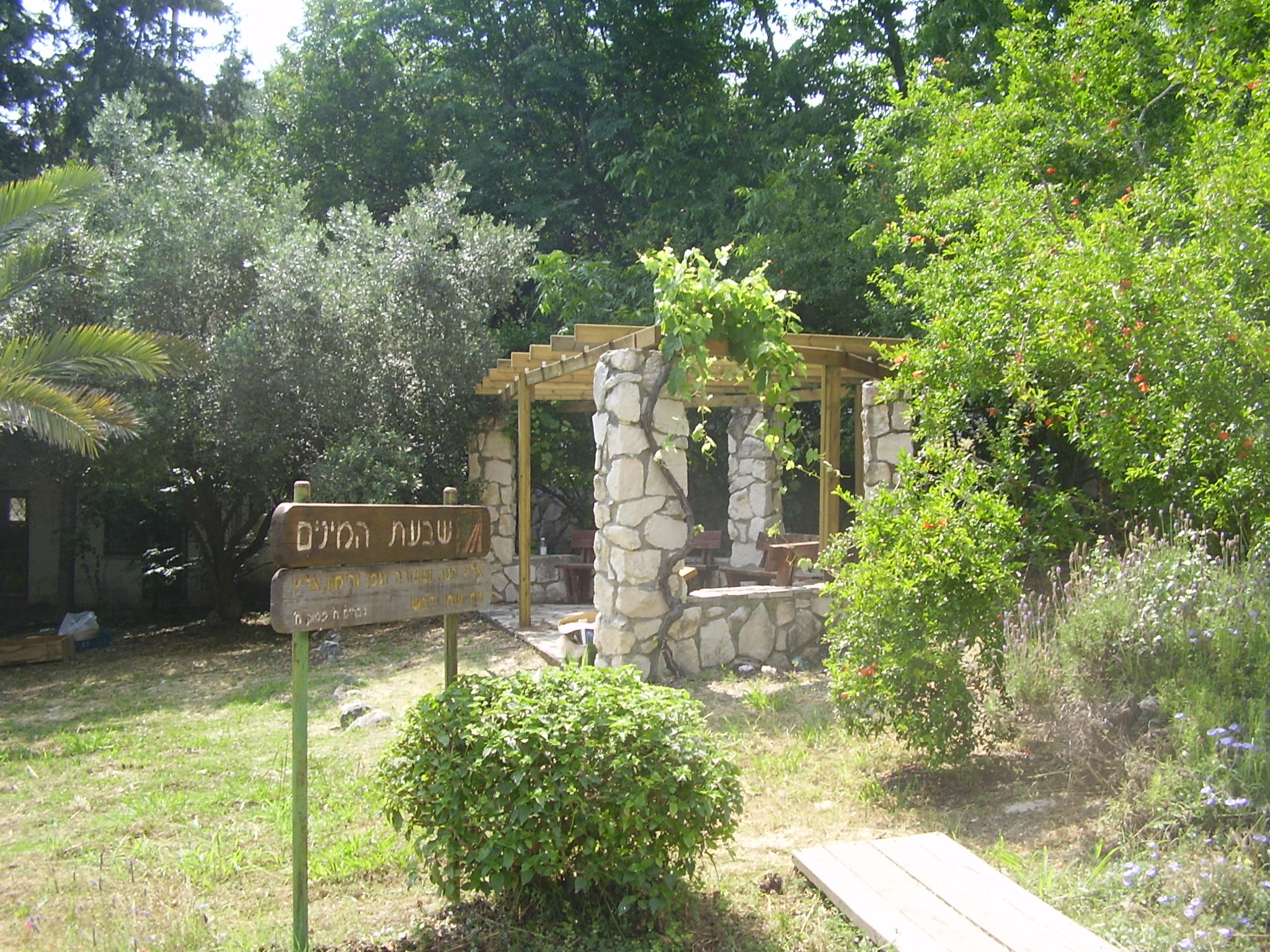
Zona de descans en el jardí botànic Oranim.

El moviment dels kibutz va fundar Oranim el 1951 com a universitat per entrenar als treballadors i als professors en una cura de nens i joves d'alta qualitat. L'educació dels kibutz, en aquest temps, era obligatòria, a partir de la data de naixement fins a la inscripció en l'exèrcit.
L'èmfasi estava no només en l'adquisició de coneixement i d'habilitats, sinó també en l'ensenyament de conceptes educatius i de valors personals. El ser professor en el moviment dels kibutz era una vocació, no una professió.
La reputació d'Oranim va aconseguir un gran renom en poblacions fora dels Kibutz. Actualment la major part dels seus estudiants venen de ciutats, pobles, moshavs i de llogarets. Els estudiants i el personal en Oranim reflecteixen la realitat multicultural i multiétnica a Israel.
L'objectiu d'Oranim és posar en evidència el potencial del professor en cada estudiant. Oranim ofereix un horitzó intel·lectual ampli. Els erudits més brillants d'Israel s'acosten a Oranim; artistes, científics, i educadors de reputació internacional entrenen als estudiants a un molt alt nivell.

## Col·leccions botàniques
Amb la intenció de mostrar el veritable esperit d'Oranim, es va crear el jardí botànic que envolta a la institució sent un jardí estalviador d'aigua on les espècies vegetals van ser escollides perquè s'adaptessin a les condicions climàtiques de la zona.